# Hugues de Saint-Cher
Hugues de Saint-Cher (ur. ok. 1200 w Vienne, zm. 19 marca 1263 w Orvieto) – francuski duchowny, filozof i teolog. Był pierwszym kardynałem z zakonu dominikanów.

## Życiorys
Pochodził z Saint-Cher koło Vienne. Studiował prawo i teologię na Uniwersytecie Paryskim, uzyskując tytuł doktora obydwu tych nauk. W 1225 roku wstąpił do zakonu dominikańskiego. Dwukrotnie (1227–1230 i 1236–1244) pełnił funkcję zakonnego prowincjała we Francji. Profesor teologii od 1230 roku. Od 1236 kierował dokonywaną przez dominikanów pierwszą rewizją tekstu Wulgaty, zakończoną ostatecznie 20 lat później (tzw. Bibliae Sorbonicum).
28 maja 1244 papież Innocenty IV mianował go kardynałem prezbiterem S. Sabinae. Odegrał dużą rolę na Soborze Lyońskim I (1245), m.in. przyczyniając się do ustanowienia święta Najświętszego Sakramentu. Popierał także reformy w zakonie karmelickim (1247). Brał udział w papieskiej elekcji 1254 oraz papieskiej elekcji 1261. Wielki penitencjariusz od około 1245. W 1251 był legatem papieskim w Niemczech wobec książąt Świętego Cesarstwa Rzymskiego. W grudniu 1261 został mianowany biskupem Ostia e Velletri, jednak kilka miesięcy później zrezygnował na rzecz Enrico Bartolomei i powrócił do rangi prezbitera S. Sabina.
Hugues de Saint-Cher jest autorem tekstów egzegetycznych (m.in. komentarza do Księgi Przysłów) oraz zbiorów kazań. Zmarł w Orvieto.